# Louis Heilbronn
Pour les articles homonymes, voir Heilbronn.
Louis Heilbronn, né le 5 mai 1988, est un photographe franco-américain basé à New York. Il est connu pour son style en flux de conscience et pour ses « chroniques de l'ordinaire, ».

## Biographie
Heilbronn est diplômé du Bard College en 2010, où il a étudié avec Stephen Shore. Après l'université, il déménage à Jérusalem où il peaufine les fondements de son esthétique qu'il décrit comme le fait d'être « un étranger à la fois mentalement et physiquement ». L'année suivante, il commence à voyager à travers les villages de France et des États-Unis. De ces voyages nait sa première exposition solo intitulée Meet Me on the Surface, à la galerie Polaris à Paris en 2013. Après cette exposition, Heilbronn est nommé parmi les jeunes talents du magazine Dazed and Confused pour Paris Photo en 2013. Sa deuxième exposition, From Flowers and More, se déroule à la galerie Polaris en 2014. Brigitte Ollier, critique d'art pour le journal Libération, décrit les images comme « toutes douées d'un pouvoir captivant », tandis que Claire Guillot du Monde parle d'un charme venant de leur nature insaisissable,. En 2014, Heilbronn reçoit le prix Art et Sciences du Lotos Club de New York. En 2015, le British Journal of Photography le nomme parmi « Ones to Watch ».